# A. E. Housman
Alfred Edward Housman (Worcestershire, 26 de Março de 1859 — Cambridge, 30 de Abril de 1936) foi um poeta inglês.
Em suas obras líricas aliou a pureza do classicismo a uma inspiração romântica, triste e quase fatalista. Trabalhou por dez anos no escritório de brevés britânico. A seguir, foi professor de latim no University College, em Londres, passando depois para a Universidade de Cambridge.
Publicou uma grandiosa edição de Manílio e textos críticos de Juvenal e de Lucain. Sua primeira coletânea de versos tornou-o famoso: Um garoto de Shrospshire, de 1896. Escreveu também Últimos poemas, em 1922, Ainda alguns poemas e dois ensaios, dos quais o mais interessante e discutido foi O nome e a natureza da poesia, de 1933.

## Obras

### Coletâneas de poesia
- A Shropshire Lad (1896)
- Last Poems (1922, Henry Holt & Company)
- A Shropshire Lad: Authorized Edition (1924, Henry Holt & Company)
- More Poems (1936, Barclays)
- Collected Poems (1940, Henry Holt & Company)
- Collected Poems (1939); os poemas incluídos neste volume mas não nos três anteriores são conhecidos por Additional Poems. A Edição Penguin de 1956 inclui uma Introdução de John Sparrow.
- Manuscript Poems: Eight Hundred Lines of Hitherto Un-collected Verse from the Author's Notebooks, ed. Tom Burns Haber (1955)
- Is My Team Ploughing
- Unkind to Unicorns: Selected Comic Verse, ed. J. Roy Birch (1995; 2nd ed. 1999)
- The Poems of A.E. Housman, ed. Archie Burnett (1997)

### Bolsas de estudo clássicas
- P. Ovidi Nasonis Ibis (1894. In J.P. Postgate's "Corpus Poetarum Latinorum")
- Marcus Manilius Astronomica (1903–1930; 2nd ed. 1937; 5 vols.)
- Juvenal|D. Iunii Iuuenalis Saturae: editorum in usum edidit (1905; 2nd ed. 1931)
- Marcus Annaeus Lucanus, Pharsalia, Libri Decem: editorum in usum edidit (1926; 2nd ed. 1927)
- The Classical Papers of A. E. Housman, ed. J. Diggle and F. R. D. Goodyear (1972; 3 vols.)
- William White, "Housman's Latin Inscriptions", CJ (1955) 159 – 166

### Lições publicadas
Estas lições são listadas por data de apresentação, com a data da primeira publicação separada em caso de ser diferente.
- Introductory Lecture (1892)
- "Algernon Charles Swinburne" (1910; publicado em 1969)
- Cambridge Inaugural Lecture (1911; publicado em 1969 como "The Confines of Criticism")
- "The Application of Thought to Textual Criticism" (1921; publicado em 1922)
- "The Name and Nature of Poetry" (1933)

### Colectâneas de prosas
Selected Prose, edited by John Carter, Cambridge University Press, 1961

### Coletâneas de cartas
- The Letters of A. E. Housman, ed. Henry Maas (1971)
- The Letters of A. E. Housman, ed. Archie Burnett (2007)